# Bulgarien ved sommer-OL 1968
Bulgarien ved sommer-OL 1968. 112 sportsudøvere fra Bulgarien deltog i tretten sportsgrene under Sommer-OL 1968 i Mexico city. Bulgarien kom på attende plads med to guld-, fire sølv- og tre bronzemedaljer.

## Medaljer
| 1968 Mexico city | Guld | Sølv | Bronze | Total |
| Bulgaria         | 2    | 4    | 3      | 9     |

## Medaljevinderne
| Bulgarien ved sommer-OL 1968 i Mexico city | Bulgarien ved sommer-OL 1968 i Mexico city | Bulgarien ved sommer-OL 1968 i Mexico city | Bulgarien ved sommer-OL 1968 i Mexico city | Bulgarien ved sommer-OL 1968 i Mexico city |
| Medaljer                                   | Udøver | Sport                                      | Disciplin                                  |                                            |
| ------------------------------------------ | --- | ------------------------------------------ | ------------------------------------------ | ------------------------------------------ |
| Guld                                       | Petar Kirov | Brydning                                   | græsk-romersk stil, fluevægt               |                                            |
| Guld                                       | Boyan Radev | Brydning                                   | græsk-romersk stil, tungvægt               |                                            |
| Sølv                                       | Osman Duraliev | Brydning                                   | Fristil, sværvægt                          |                                            |
| Sølv                                       | Enyu Todorov | Brydning                                   | Fristil, fjervægt                          |                                            |
| Sølv                                       | Enyu Valchev | Brydning                                   | Fristil, letvægt                           |                                            |
| Sølv                                       | Tsvetan Dimitrov Yancho Dimitrov Asparukh Donev Milko Gaydarski Ivailo Georgiyev Atanas Gerov Mikhail Gionin Georgi Ivanov Kiril Ivkov Atanas Khristov Georgi Khristakiev Kiril Khristov Todor Nikolov Georgi Vasiliev Yevgeny Yanchovsky Stoyan Yordanov Ivan Zafirov Petar Zhekov | Fodbold                                    | Fodbold, mænd                              |                                            |
| Bronze                                     | Prodan Gardzhev | Brydning                                   | Fristil, mellemvægt                        |                                            |
| Bronze                                     | Ivan Mikhaylov | Boksning                                   | Fjervægt                                   |                                            |
| Bronze                                     | Georgi Stankov | Boksning                                   | Letsværvægt                                |                                            |